# 理中丸
理中丸，源于《伤寒论》。
- 组成：人参 乾薑 甘草炙 白朮 各三两
- 用法：倒筛，蜜和为丸，如鸡子黄许大，以沸汤数合和一丸，研碎，温服之。日三服，夜二服。
- 主治：脾胃虚寒证。

《金匮要略》中人参汤，即将本方改作汤剂。

## 外部連結
- 理中丸 （页面存档备份，存于） 中藥方劑圖像數據庫 (香港浸會大學中醫藥學院) （中文）（英文）